# Sidste dans
Sidste dans er en dansk dramafilm fra 1994, instrueret af Colin Nutley

## Medvirkende
- Reine Brynolfsson som Claes
- Ewa Fröling som Liselott
- Peter Andersson som Lennart
- Rikard Wolff som Præsten
- Stellan Skarsgård som Konferencier i Norrköping
- Sverre Anker Ousdal som Operachefen
- Ernst Günther som Operainstruktør
- Helena Bergström som Tove
- Philip Jackson som Kommissær
- Peter Marshall som Konferencier i Blackpool
- Anneli Alhanko som Balletdanserinde
- Lena Söderblom som Gynækolog
- Hans Bergström som Elly's mand
- Pia Johansson
- Ebba Quennerstedt som Claes' mor
- Ole Dupont som Publikum